# Gir Forest Wildlife Sanctuary
Il Gir Forest Wildlife Sanctuary fu istituito nel 1965 per salvare dall'estinzione gli ultimi leoni asiatici sopravvissuti grazie alla protezione che godevano nella zona sin dal 1900 e il cui numero era andato tuttavia pericolosamente diminuendo negli ultimi decenni. All'interno di esso è stato istituito il Gir Forest National Park, conosciuto anche come Sasan-Gir National Park.

## Territorio
I confini della zona protetta furono ampliati in fasi successive fino a racchiudere un'area complessiva di 1451 chilometri quadrati. Nel 1975 è iniziata la graduale trasformazione in parco nazionale con l'assegnazione alle popolazioni che vi risiedevano di territori adatti all'agricoltura e al pascolo, al di fuori della riserva.

## Flora
Le colline di Gir sono ricoperte da una foresta rada di alberi di tek e di acacie digradanti in ampie distese pianeggianti dove si aprono pozze d'acqua e piccoli laghi le cui dimensioni, durante la stagione delle piogge, aumentano notevolmente allagando grandi zone della pianura.

## Fauna

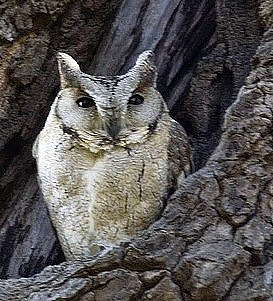
Otus bakkamoena

Il leone asiatico (Panthera leo persica) è la principale attrazione del parco, in quanto ormai vive solamente qui. Nella foresta vivono altre due specie elencate nel Libro Rosso dello IUCN delle specie animali in pericolo di estinzione: il leopardo indiano (Panthera pardus fusca) e il coccodrillo di palude (Crocodylus palustris palustris), che sopravvive con alcuni esemplari nelle acque di un grande bacino presente nella zona centrale dell'area protetta.
Completano la fauna di Gir cinghiali, cervi pomellati, cervi porcini, nilgau, antilopi quadricorni, entelli e numerosi uccelli, tra cui il pavone comune, e diverse specie di parrocchetti che si riuniscono in gruppi numerosi e colorati intorno alle pozze d'acqua.

## Strutture ricettive
Il Parco Nazionale di Gir è anche attrezzato con una foresteria per i visitatori che possono compiere interessanti e affascinanti safari per l'osservazione degli animali in libertà.